# Xoxocotla (municipalité)
La municipalité de Xoxocotla est l'une des 212 municipalités de l'État de Veracruz, et est située dans la partie centrale de cet État. Elle se situe à l'ouest du golfe du Mexique, au sein de la chaîne de montagnes de la Sierra Madre orientale. Elle est limitrophe au sud de l'État de Puebla. Son chef-lieu est la ville éponyme de Xoxocotla. Elle dépend de la région administrative de Las Montañas, qui est une des 10 subdivisions administratives de l'État de Veracruz.

## Géographie
La municipalité de Xoxocotla s'étend d'ouest en est en prenant appui au sud sur la limite administrative de l'État de Puebla. Assise sur le massif montagneux de la Sierra Madre orientale, son altitude oscille entre 2100 et 2700 mètres. Son chef-lieu, la ville éponyme de Xoxocotla, se situe dans la partie nord de son territoire. Ce territoire couvre une superficie de 37,2 km2, et était peuplé en 2015 de 5446 habitants, pour une densité de 146,5 habitants par km2.
Cette municipalité est limitrophe au nord de celle de Atlahuilco, au nord-ouest de celle de Soledad Atzompa, au sud, dans l'État de Puebla, de celle de Vicente Guerrero, et à l'est de celle de Tlaquilpa.

## Composition et démographie
La municipalité était composée en 2015 de 18 localités, dont une seule était considérée comme urbaine, les autres étant rurales.
| Localité            | Population |
| ------------------- | ---------- |
| Xoxocotla           | 2362       |
| Tlilcalco           | 527        |
| Tenexapa            | 427        |
| Tepeyolulco         | 255        |
| Cuxtepec            | 244        |
| Reste des localités | 1348       |
| Total population    | 5163       |

En plus de l'espagnol, plusieurs langues amérindiennes sont parlées dans la municipalité, dont les principales sont par ordre d'importance : le nahuatl, les autres langues sont très marginales.

## Histoire
La ville de Xoxocotla porta jusqu'en 1846 le nom de San Salvador Xoxocotla.
La municipalité de Xoxocotla est créée en 1911.

## Économie

### Agriculture et élevage
La superficie des parcelles semées représentait en 2019 une surface totale de 1285 hectares, parmi lesquels 896 hectares étaient voués à culture du maïs, 218 hectares étaient voués à la culture du haricot, et 100 hectares étaient voués à celle du haricot vert.
En 2019, la production de viande par tonnes comprenait 2,1 tonnes de viande bovine, 43,6 tonnes de viande porcine, 3,6 tonnes de viande ovine, 2,4 tonnes de viande caprine, 2,6 tonnes de volailles, et 2,2 tonnes de dinde. La superficie vouée à l'élevage représentait alors 1408 hectares.